# Šindži Murai
Šindži Murai (* 1. prosinec 1979) je bývalý japonský fotbalista.

## Klubová kariéra
Hrával za JEF United Chiba, Júbilo Iwata, Oita Trinita.

## Reprezentační kariéra
Šindži Murai odehrál za japonský národní tým v letech 2005-2006 celkem 5 reprezentačních utkání.

## Statistiky
| Japonsko | Japonsko | Japonsko |
| Roky     | Záp.     | Góly     |
| -------- | -------- | -------- |
| 2005     | 3        | 0        |
| 2006     | 2        | 0        |
| Celkem   | 5        | 0        |